# Puygiron
Puygiron é uma comuna francesa na região administrativa de Auvérnia-Ródano-Alpes, no departamento de Drôme. Estende-se por uma área de 6,68 km². Em 2010 a comuna tinha 467 habitantes (densidade: 69,9 hab./km²).